# Mellicta fulla
Mellicta fulla är en fjärilsart som beskrevs av Conrad Quensel 1791. Mellicta fulla ingår i släktet Mellicta och familjen praktfjärilar. Inga underarter finns listade i Catalogue of Life.